# Surattha rufistrigalis
Surattha rufistrigalis là một loài bướm đêm trong họ Crambidae.